# الیزابت ملکی
الیزابت ملکی (انگلیسی: Elizabeth Malecki؛ زاده ۱۴ فوریهٔ ۱۹۷۴) بازیگر، رقاص و تصویر ساز شخصیت سونیا بلید در سری بازیی های مورتال کومبت است.